# Low Budget
Low Budget (рус. Низкий бюджет) — восемнадцатый студийный альбом английской рок-группы The Kinks, выпущенный 10 июля 1979 года в США и 7 сентября 1979 года в Великобритании. Это был первый альбом с участием басиста Джима Родфорда, который оставался в группе до её распада в 1996 году. После небольшого успеха альбома Misfits 1978 года группа записала бо́льшую часть альбома в Нью-Йорке, а не в Лондоне. В отличие от ностальгических тем многих предыдущих альбомов The Kinks, в нескольких песнях Low Budget упоминаются современные события. В музыкальном плане альбом является продолжением «арена-роковой» фазы группы, что привело к более рок-ориентированному звучанию и использованию более современных производственных технологий.
Несмотря на относительный провал в Великобритании и низкобюджетное хард-рок-звучание, Low Budget имел успех у критиков и коммерческий успех в США, став самым продаваемым студийным альбомом The Kinks (он стал вторым по счёту золотым альбомом группы) и заняв 11-е место в чарте Billboard Top LPs & Tape. Главный сингл «(Wish I Could Fly Like) Superman» стал второстепенным хитом в США, заняв 41-е место. 

## Предыстория
Потратив бо́льшую часть 1970-х на работу над амбициозными концептуальными альбомами, такими как альбом Preservation, состоящий из двух частей, The Kinks начали терять коммерческий успех, которого они добились в 1970 году с выходом хита «Lola» Однако после перехода с RCA Records на Arista Records летом 1976 года группа постепенно начала возвращать себе коммерческий успех в США. Отказавшись от концептуальной работы, которую они создавали в период сотрудничества с RCA, группа выпустила в 1977 году альбом Sleepwalker, а в 1978 году — альбом Misfits, которые стали скромными хитами в США, как и их главные синглы «Sleepwalker» и «A Rock 'n' Roll Fantasy».
Однако в этот период состав группы начал меняться: басист Джон Далтон, его временная замена Энди Пайл и клавишник Джон Гослинг покинули группу, а барабанщик-основатель Мик Эйвори тоже подумывал об уходе. В конце концов Эйвори согласился остаться, а на место ушедших были приглашены бывший басист Argent Джим Родфорд и клавишник Гордон Джон Эдвардс, который играл с The Pretty Things на их альбоме Silk Torpedo. Вскоре после этого Эдвардса уволили из группы за то, что он не явился на сессию для записи Low Budget (хотя он сыграл на фортепиано по крайней мере в одном из треков альбома). После выхода альбома его заменил Ян Гиббонс.

## Запись
Запись малобюджетного альбома началась в начале 1979 года в собственной студии Konk Studios в Лондоне, где «(Wish I Could Fly Like) Superman» и заглавный трек альбома были вырезаны по просьбе основателя Arista Клайва Дэвиса. После этих сессий остальная часть альбома была записана в студиях Power Station и Blue Rock в Нью-Йорке. Звукоинженер Джон Ролло так отзывался об этих первых сессиях: 

Альбом до Low Budget — Misfits — был прекрасно записан, но не в рок-н-ролльном стиле. Я думаю, что первые две песни, которые я записал — «(Wish I Could Fly Like) Superman» и «Low Budget» — получились очень хорошо, и группа захотела провести какое-то время в Нью-Йорке, чтобы ни на что не отвлекаться, и записала альбом в сыром виде.
Запись в Нью-Йорке началась в апреле 1979 года. После того как Рэй Дэвис быстро нанял и уволил нескольких клавишников, он решил сам сыграть все клавишные партии для треков. Наряду с треками, которые вошли в финальную версию альбома Low Budget, были записаны версии песен, которые вошли в следующий альбом группы Give the People What They Want, вышедший в 1981 году, например «Destroyer» и «Give the People What They Want» (и, возможно, «Yo-Yo» и «Better Things»). Также во время сессий были опробованы «Massive Reductions» (би-сайд «Better Things» в Великобритании), который позже был перезаписан для альбома группы 1984 года Word of Mouth, и отрывки «Hidden Qualities» и «Laugh at the World». Окончательные миксы и порядок треков в альбоме были подготовлены в июне того же года.

## Концепция и темы
После десяти лет концептуальных альбомов и песен, напоминавших о более простых временах, альбом Low Budget обозначил новое направление для Kinks, затронув такие современные проблемы, как инфляция, трудовые споры (которые были особенно острыми в Великобритании во время «Зимы недовольства» 1978—1979 годов) и энергетический кризис 1979 года. Такие песни, как «Catch Me Now I’m Falling», в которых Дэвис поёт об уменьшении влияния США в мире, «(Wish I Could Fly Like) Superman», «Low Budget» и «A Gallon of Gas», воплощали эти темы.
Мик Эйвори сказал о текстах альбома следующее: 

Раньше Рэй писал слишком тонко. Когда мы выступали на больших концертных площадках в конце семидесятых, он писал более сложные вещи, которые были доступны всем. Когда мы подписали контракт с Arista, Клайв Дэвис постоянно говорил о том, что нам нужно выступать на более крупных площадках, и музыка изменилась, чтобы мы могли выступать в крупных залах. Когда мы выпустили Low Budget, это стало настоящим поворотным моментом.

## Композиция и стиль
В музыкальном плане альбом опирался на панк-сцену Великобритании, а также на культуру стадионного рока в США. Рэй Дэвис объяснил: «Low Budget был откровенно лондонским альбомом. Это было любопытное время, потому что мы начинали покорять Америку, которая всё ещё была увлечена Styx, длинными волосами и идеальными гитарными партиями. Нам приходилось балансировать между влиянием панка, британским происхождением и созданием чего-то подходящего для выступлений на стадионах США».

## Выпуск и продвижение
Перед выходом альбома Low Budget в начале 1979 года был выпущен сингл «(Wish I Could Fly Like) Superman» с песней «Low Budget» на обратной стороне. Хотя сингл не имел успеха в Великобритании, он стал «скромным» хитом в США, заняв 41-е место в чартах. Альбом Low Budget вышел 10 июля 1979 года в США и 7 сентября 1979 года в Великобритании. Альбом имел большой успех в США, заняв 11-е место в чарте Billboard Top LPs & Tape (на сегодняшний день это самый успешный студийный альбом группы в чартах). Несмотря на коммерческий успех альбома в США, он, как и все альбомы Kinks, начиная с Something Else by The Kinks 1967 года, не попал в чарты их родной Великобритании. Были выпущены синглы, последовавшие за «(Wish I Could Fly Like) Superman» — а именно «A Gallon of Gas» и «Catch Me Now I’m Falling» в США, «Moving Pictures» и «Pressure» в Великобритании — но они не попали в чарты.
В США на 12-дюймовом сингле «(Wish I Could Fly Like) Superman» была выпущена версия «Low Budget» с добавлением ещё двух куплетов; продолжительность этой версии составляет 4 мин. 48 сек. Эта версия, как и расширенная версия «Come Dancing» четырьмя годами позже, так и не была выпущена в качестве бонус-трека, несмотря на многочисленные переиздания альбома, и её можно найти только на виниле.
В поддержку альбома The Kinks отправились в масштабный концертный тур по США. Шесть из одиннадцати песен с альбома вошли в двойной концертный альбом One for the Road, записанный в 1979 и 1980 годах во время тура Low Budget.

## Отзывы критиков
| Оценки критиков                            | Оценки критиков |
| Источник                                   | Оценка          |
| ------------------------------------------ | --------------- |
| AllMusic                                   | [ 16 ]          |
| Blender                                    | [ 17 ]          |
| Christgau's Record Guide                   | B−              |
| MusicHound Rock: The Essential Album Guide | [ 19 ]          |
| Music Week                                 | [ 20 ]          |

Альбом Low Budget в целом получил положительные отзывы музыкальных критиков, хотя большинство из них сочли его неидеальным.
В журнале Melody Maker положительно отозвались об альбоме, написав: «На Low Budget действительно стоит потратить деньги». Журнал Rolling Stone также похвалил альбом, отметив, что «The Kinks не устраивали такой рок-н-ролльной атаки со времён „Lola“». Они пришли к выводу, что «Low Budget, возможно, не лучший из их двадцати с лишним альбомов, выпущенных в Америке, но и не плохой». Филип Бейш из Good Times написал: «Как ни странно, Low Budget — обнадеживающий альбом. <…> Их игра на этой пластинке как никогда энергична, а сам Рэй больше не стесняется в выражениях». Критик из журнала Trouser Press Марк Флейшманн сказал о Low Budget, что «Несмотря на недостатки, это всё равно отличный альбом». В Cash Box отметили жёсткость альбома и актуальность текстов, а также посчитали, что песня «Little Bit of Emotion» должна стать классикой. Газета The Globe and Mail отметила, что «как будто подстёгнутые и пробуждённые новой энергией диско и новой волны, Рэй Дэвис и компания включили элементы обоих направлений в свои по-прежнему остроумные и проницательные тексты».

## Список композиций
Слова и музыка всех песен — Рэй Дэвис.
| №                   | Название                           | Длительность |
| ------------------- | ---------------------------------- | ------------ |
| 1.                  | «Attitude»                         | 3:47         |
| 2.                  | «Catch Me Now I'm Falling»         | 5:58         |
| 3.                  | «Pressure»                         | 2:27         |
| 4.                  | «National Health»                  | 4:02         |
| 5.                  | «(Wish I Could Fly Like) Superman» | 3:36         |
| Общая длительность: | Общая длительность:                | 19:52        |

| №                   | Название                | Длительность |
| ------------------- | ----------------------- | ------------ |
| 1.                  | «Low Budget»            | 3:50         |
| 2.                  | «In a Space»            | 3:44         |
| 3.                  | «Little Bit of Emotion» | 4:51         |
| 4.                  | «A Gallon of Gas»       | 3:47         |
| 5.                  | «Misery»                | 2:57         |
| 6.                  | «Moving Pictures»       | 3:47         |
| Общая длительность: | Общая длительность:     | 22:59        |

## Участники записи
| The Kinks - Рэй Дэвис — вокал, гитара, клавишные - Дейв Дэвис — бэк-вокал, гитара - Джим Родфорд — бэк-вокал, бас-гитара - Мик Эйвори — барабаны Приглашённые музыканты - Ник Ньюолл — саксофон - Гордон Эдвардс — фортепиано (в песне «Low Budget») | Производственный персонал - Рэй Дэвис — продюсер - Джон Ролло — звукоинженер - Джек Скиннер — мастеринг - Роберт Карл Людвиг — мастеринг Художественное оформление - Рэй Дэвис — концепт-арт - Гэри Гросс — фото - Рон Келлум — дизайн, художественное руководство |

## Чарты
| Чарт (1979 г.)                | Позиции в чартах |
| ----------------------------- | ---------------- |
| США (Billboard 200)           | 11               |
| Швеция (Sverigetopplistan)    | 46               |
| Канада (RPM)                  | 13               |
| Австралия (Kent Music Report) | 85               |

## Сертификации
| Страна                | Сертификат     |
| --------------------- | -------------- |
| Канада (Music Canada) | 1 × платиновый |
| США (RIAA)            | 1 × золотой    |